# Svatý Vojtěch (zaniklá vesnice)
Svatý Vojtěch (v minulosti též známý pod německým názvem Skt. Adalbert) je název zaniklého sídla na katastrálním území Bezvěrova u Teplé v okrese Cheb v Karlovarském kraji. Nedaleko zaniklé vsi se nachází též stejnojmenný rybník.

## Legenda
Podle legendy byla ves založena někdy koncem desátého století na místě, kde údajně nějaký čas pobýval biskup Vojtěch, když se vracel z Říma do Čech. Sousední obci Bezvěrov měl dokonce její jméno dát přímo Vojtěch, neboť zde nalezl obyvatele holdující pohanským zvykům, tj. z jeho pohledu bez víry. Bez ohledu na legendu je faktem, že místo bylo uctíváno od nejstarších dob a bylo cílem poutníků. Význam tohoto místa byl dokonce podle některých historiků jedním z důvodů, proč si blahoslavený Hroznata kolem roku 1193 vybral pro založení premonstrátského kláštera nedalekou osadu Teplá, a naopak založení kláštera zároveň zase opět posílilo popularitu poutního místa. Poutníci navštěvovali především studánku či pramen (kolem roku 1945 zvaný místními Němci Wojtěch-Brunnen, tj. Vojtěšský pramen), o níž věřili, že z ní svatý Vojtěch pil a že má tedy léčivou sílu.

## Historie obce
U tohoto pramene byl nejprve postaven kříž, pak socha svatého Vojtěcha a nakonec kostel, který roku 1589 (1586) přestavěl opat tepelského kláštera Matthias Göhl (Göll). Roku 1722 byly v rozích kostelní zahrady postaveny sochy českých světců sv. Václava, sv. Jana Nepomuckého, sv. Prokopa a sv. Víta. Roku 1857 se kostel stal kostelem farním a byl při něm založen i malý hřbitov. Roku 1900 je zde uváděno 25 domů, v nichž žilo 146 obyvatel německé národnosti, a dvoutřídní škola.
Osud obce byl zpečetěn po druhé světové válce: roku 1950 byla přeměněna v minometnou střelnici a zcela zničena, včetně legendární Vojtěšské studánky. Nejdéle přežil kostel. Návrh na jeho zrušení byl podán roku 1951 z důvodu jeho nevyužívání, neboť obec byla v té době již vyklizena. Kostel, rozkládající se na 252 m², byl ještě ve velmi dobrém stavu, pouze oltář byl napaden dřevokaznou houbou. Návrhu bylo vyhověno a kostel demolovala československá armáda roku 1959 za pomoci minometů a těžké techniky. Na místě zůstaly pouze sochy čtyř světců, které zde stály několik dalších let, až jim roku 1964 opilý cukrovarský dělník urazil hlavy (za vandalský čin byl odsouzen k podmíněnému trestu 15 měsíců a náhradě škody, kterou akademičtí sochaři vyčíslili na 18 500 Kčs). Roku 1968 byly poničené sochy převezeny do tepelského kláštera a umístěny v zahradě prelatury.

## Obyvatelstvo
Při sčítání lidu v roce 1921 zde žilo 108 obyvatel, všichni německé národnosti. Všichni obyvatelé se hlásili k římskokatolické církvi.
| Rok            | 1869 | 1880 | 1890 | 1900 | 1910 | 1921 | 1930 | 1950 | 1961 |
| -------------- | ---- | ---- | ---- | ---- | ---- | ---- | ---- | ---- | ---- |
| Počet obyvatel | 153  | 158  | 162  | 146  | 122  | 108  | 106  | 11   | 0    |
| Počet domů     | 23   | 24   | 24   | 25   | 25   | 24   | 24   | 12   | 0    |

## Fotogalerie

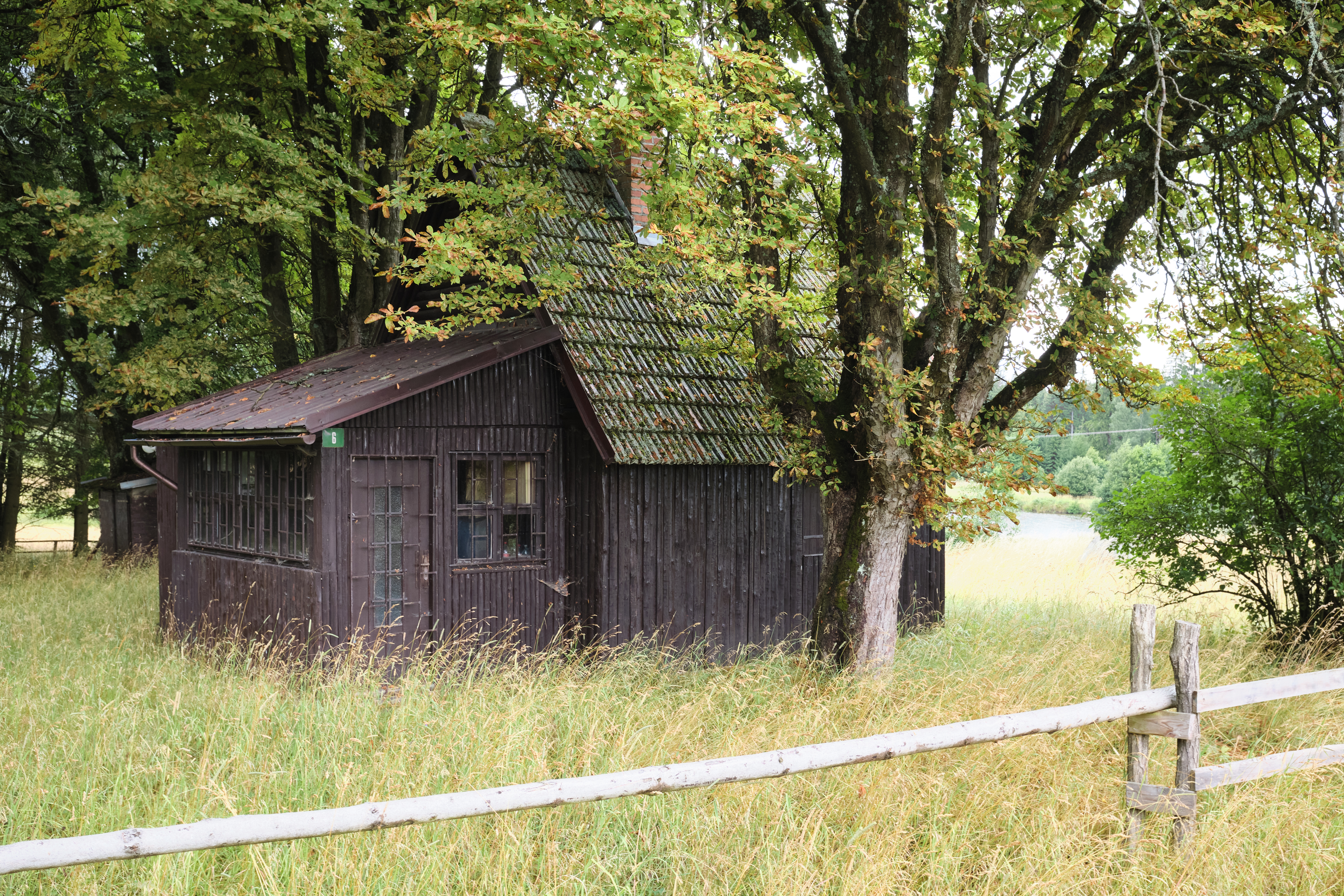
Chata č. ev. 6 pod zaniklým kostelem
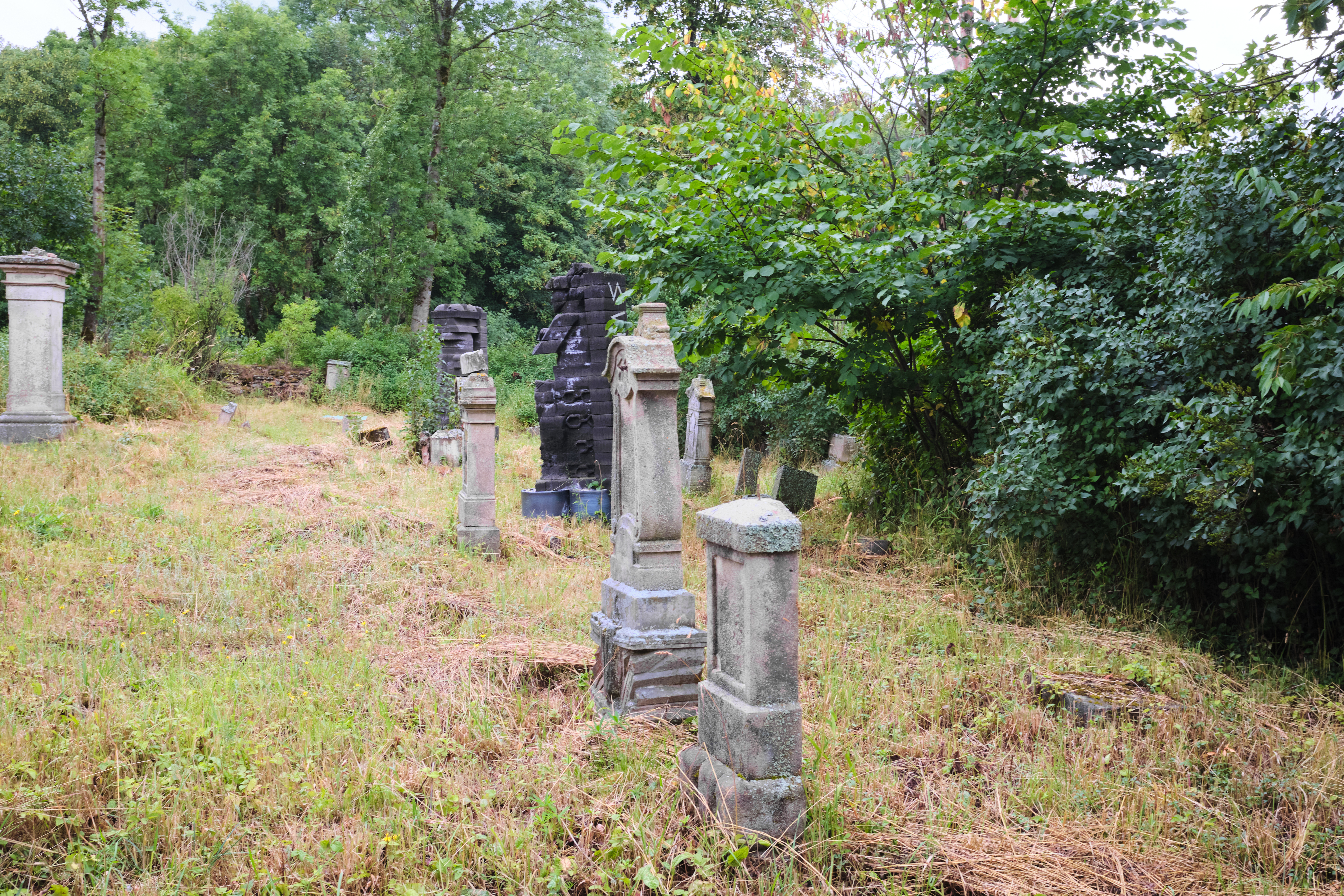
Hřbitov
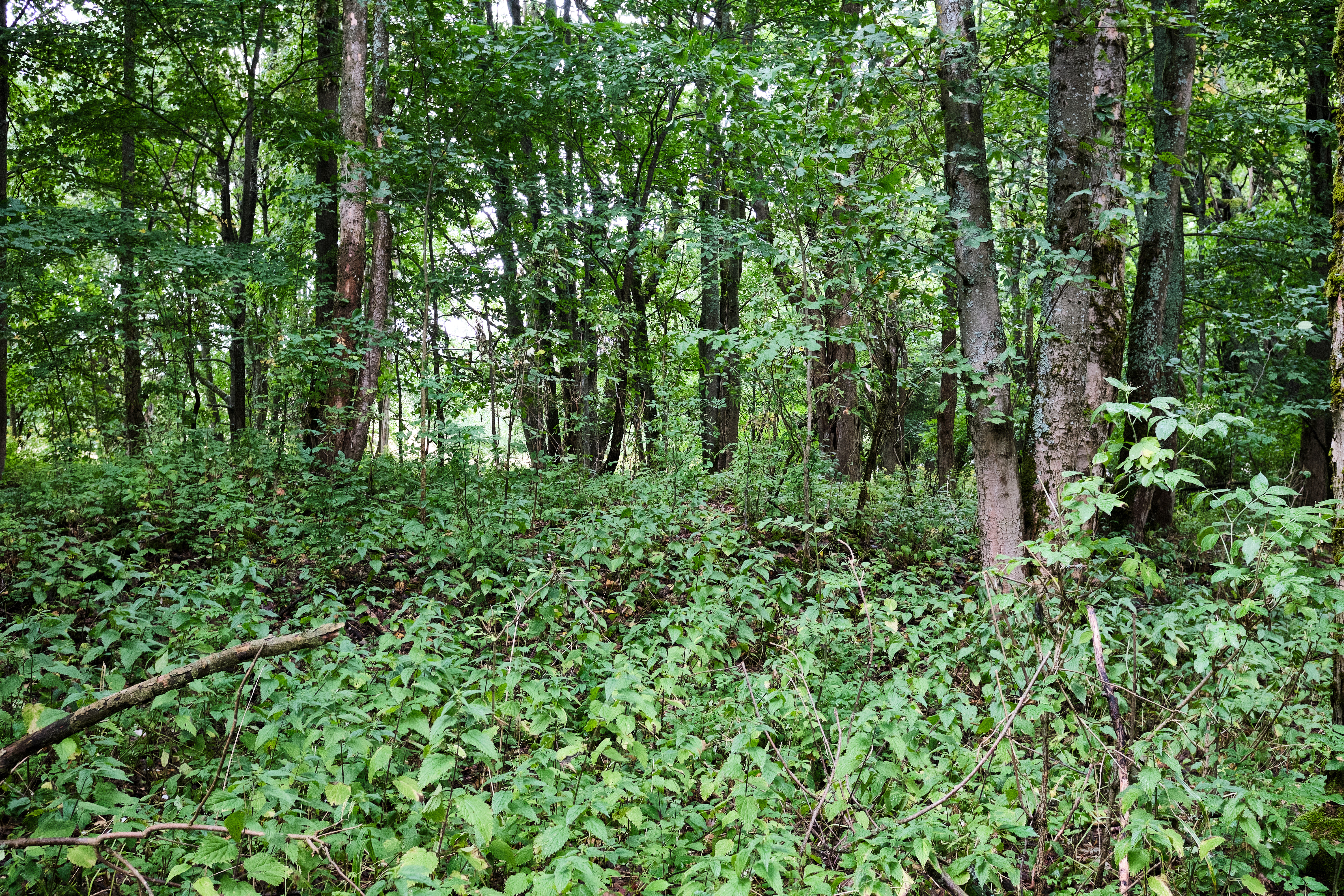
Hustá vegetace v zaniklé osadě
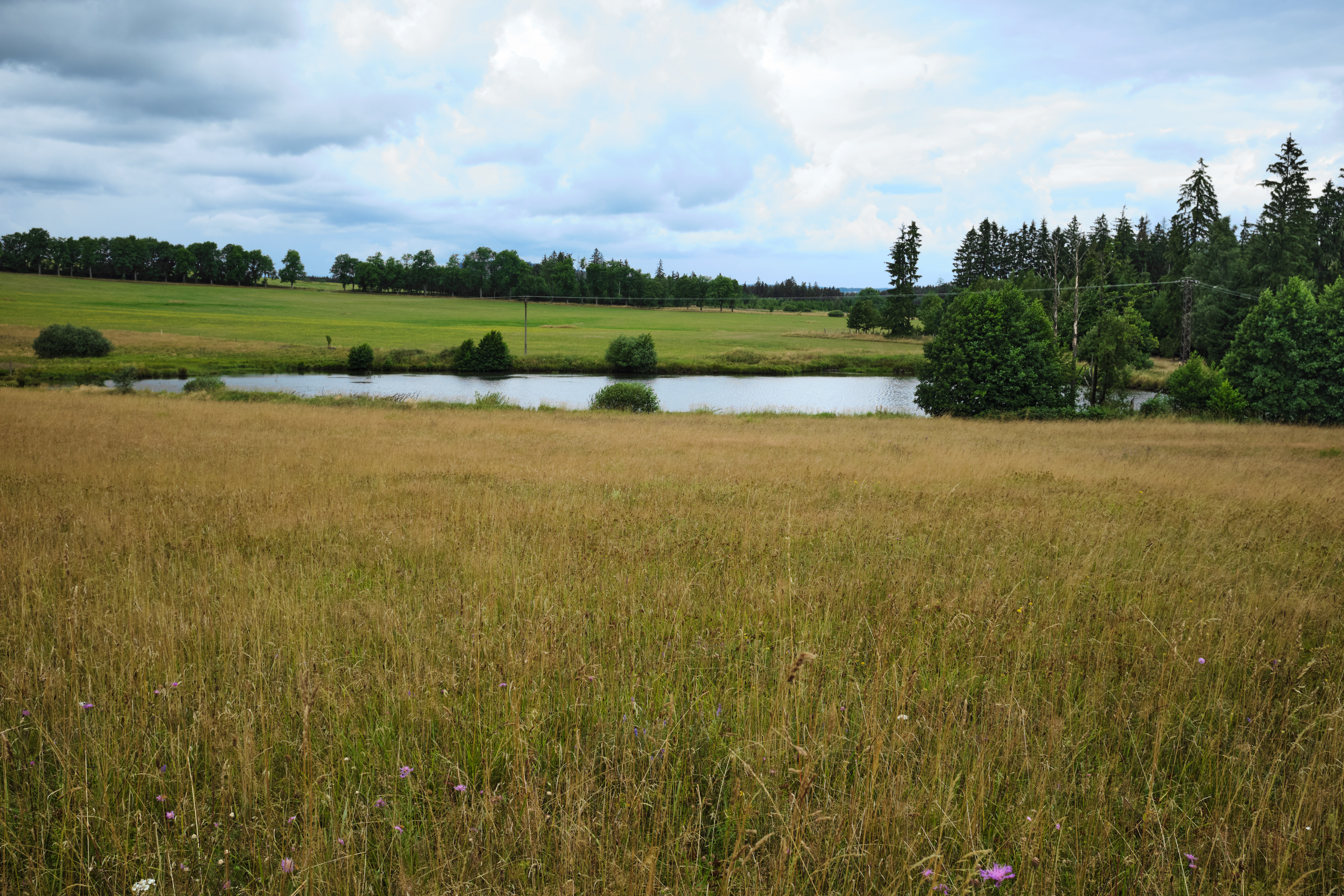
Rybník Svatý Vojtěch